# Wiktar Kaszjutschonak
Wiktar Paulawitsch Kaszjutschonak (belarussisch Віктар Паўлавіч Касцючонак, russisch Виктор Павлович Костюченок/Wiktor Pawlowitsch Kostjutschenok; * 7. Juni 1979 in Minsk, Weißrussische SSR) ist ein ehemaliger belarussischer Eishockeyspieler und heutiger -trainer, der in der Kontinentalen Hockey-Liga bei Amur Chabarowsk, HK Dinamo Minsk, Awtomobilist Jekaterinburg und dem HK Spartak Moskau aktiv war. Darüber hinaus spielte er viele Jahre für seinen Heimatverein HK Junost Minsk. 

## Karriere
Wiktar Kaszjutschonak begann seine Karriere als Eishockeyspieler in seiner Heimatstadt beim HK Junost Minsk, für dessen Profimannschaft er von 1995 bis 2000 in der East European Hockey League sowie der belarussischen Extraliga aktiv war. Mit seiner Mannschaft wurde er in der Saison 1998/99 belarussischer Vizemeister. Nachdem er auch die Saison 2000/01 bei Junost Minsk begonnen hatte, wechselte der Verteidiger nach Deutschland zum Deggendorfer SC in die Oberliga Süd und von dort zum HK Keramin Minsk aus der Extraliga. Von 2000 bis 2003 spielte er bei Brest Albatros Hockey in der französischen Division 2 sowie in der Saison 2002/03 in der Ligue Magnus, der höchsten Spielklasse des Landes. In den folgenden drei Jahren stand der Nationalspieler erneut für den HK Junost Minsk auf dem Eis, mit dem er 2004, 2005 und 2006 gleich drei Mal in Folge die nationale Meisterschaft gewann. In der Saison 2003/04 erreichte er dabei mit seiner Mannschaft sogar das Double aus Meisterschaft und Pokal.
Für die Saison 2006/07 erhielt Kaszjutschonak einen Vertrag beim HK Lada Toljatti aus der russischen Superliga, spielte im folgenden Jahr jedoch erneut für Junost Minsk, mit dem er zum zweiten Mal Vizemeister in Belarus wurde. Zur Saison 2008/09 wurde der Belarusse von Amur Chabarowsk aus der neu gegründeten Kontinentalen Hockey-Liga verpflichtet. Dort begann er auch die Saison 2009/10, ehe er im Oktober nach 18 Spielen zu Amurs Ligarivalen HK Spartak Moskau wechselte.
Die Saison 2010/11 verbrachte Kaszjutschonak in seiner Heimat beim HK Dinamo Minsk, ehe er im Juli 2011 von Awtomobilist Jekaterinburg verpflichtet wurde. Im Juli 2012 wurde seit laufender Vertrag mit Awtomobilist aufgelöst und Kaszjutschonak kehrte zu seinem Heimatverein Junost zurück. Dort beendete er 2014 seine Karriere und wurde Nachwuchstrainer beim MHK Junost.
Zwischen 2015 und 2017 war er Assistenztrainer beim HK Saryarka Karaganda, anschließend ein Jahr als Co-Trainer bei Spartak Moskau.

### International
Für Belarus nahm Kaszjutschonak im Juniorenbereich an der Junioren-C-Weltmeisterschaft 1997 sowie der U20-Junioren-A-Weltmeisterschaft 1999 teil. Im Seniorenbereich stand er im Aufgebot seines Landes bei der B-Weltmeisterschaft 2002 sowie den A-Weltmeisterschaften 2006, 2007, 2008, 2009, 2010 und 2011. Des Weiteren lief der Verteidiger bei den Olympischen Winterspielen 2010 in Vancouver und der Qualifikation für die Olympischen Winterspiele 2006 in Turin auf.

## Erfolge und Auszeichnungen
- 1999 belarussischer Vizemeister mit dem HK Junost Minsk
- 2002 Meister der französischen Division 2 und Aufstieg in die Ligue Magnus mit Brest Albatros Hockey
- 2004 belarussischer Meister mit dem HK Junost Minsk
- 2004 belarussischer Pokalsieger mit dem HK Junost Minsk
- 2005 belarussischer Meister mit dem HK Junost Minsk
- 2006 belarussischer Meister mit dem HK Junost Minsk
- 2008 belarussischer Vizemeister mit dem HK Junost Minsk

### International
- 1997 Aufstieg in die B-Gruppe bei der Junioren-C-Weltmeisterschaft
- 2002 Aufstieg in die Top Division bei der Weltmeisterschaft der Division I

## KHL-Statistik
(Stand: Ende der Saison 2010/11)